# Gran Premio motociclistico dell'Ulster 1966
Il Gran Premio motociclistico dell'Ulster fu il nono appuntamento del motomondiale 1966.
Si svolse sabato 20 agosto 1966 a Dundrod sul circuito leggermente accorciato modificato l'anno precedente, e corsero le classi 125, 250, 350 e 500.
Prima gara in programma quella della 350, con Mike Hailwood su Honda che ottenne la vittoria e contemporaneamente la certezza matematica del suo primo titolo iridato in questa classe. Lo stesso pilota britannico doppiò in seguito questa vittoria con quella nella classe 500, in entrambe le occasioni precedendo sul traguardo la MV Agusta di Giacomo Agostini.
Alla 350 seguì comunque cronologicamente la 125, gara nella quale la vittoria fu di Luigi Taveri su Honda; con questo successo e la contemporanea assenza dell'avversario più titolato Bill Ivy anche Taveri fu praticamente certo del titolo iridato.
La gara della classe 250, con il titolo già deciso in favore di Hailwood e il ritiro di molti concorrenti di primo piano, vide un podio composto da piloti Bultaco che, grazie a Ginger Molloy ottenne la vittoria; sia per il pilota che per la casa motociclistica spagnola si trattava del primo successo mondiale.
La prova disputata nell'Ulster fu anche l'ultima occasione per vedere Jim Redman nei paddock; iscritto alla prova non prenderà però il via e pochi giorni dopo comunicherà il suo ritiro definitivo.

## Classe 500
Furono 42 i piloti alla partenza, e di essi, 24 vennero classificati al traguardo.

### Arrivati al traguardo (prime 20 posizioni)
| Pos. | Pilota            | Moto      | Tempo      | Punti |
| ---- | ----------------- | --------- | ---------- | ----- |
| 1    | Mike Hailwood     | Honda     | 1h 05:00.4 | 8     |
| 2    | Giacomo Agostini  | MV Agusta | +1:29.4    | 6     |
| 3    | František Šťastný | Jawa      | +1 giro    | 4     |
| 4    | Jack Findlay      | Matchless | +1 giro    | 3     |
| 5    | Chris Conn        | Norton    | +1 giro    | 2     |
| 6    | Peter Williams    | AJS       | +1 giro    | 1     |
| 7    | Selwyn Griffiths  | Matchless |            |       |
| 8    | Gyula Marsovszky  | Matchless |            |       |
| 9    | Gustav Havel      | Jawa-CZ   |            |       |
| 10   | William McCosh    | Matchless |            |       |
| 11   | Robin Fitton      | Norton    |            |       |
| 12   | Fred Stevens      | Matchless |            |       |
| 13   | Kel Carruthers    | Norton    |            |       |
| 14   | Barry Scully      | Norton    |            |       |
| 15   | Len Atlee         | Norton    |            |       |
| 16   | Ernst Weiss       | Matchless |            |       |
| 17   | Derek Lee         | Matchless |            |       |
| 18   | Denis Gallagher   | Matchless |            |       |
| 19   | Thomas Gill       | Matchless |            |       |
| 20   | Jack Saunders     | Matchless |            |       |

## Classe 350
Tra i ritirati Heinz Rosner e František Šťastný.

### Arrivati al traguardo (posizioni a punti)
| Pos. | Pilota           | Moto      | Tempo | Punti |
| ---- | ---------------- | --------- | ----- | ----- |
| 1    | Mike Hailwood    | Honda     |       | 8     |
| 2    | Giacomo Agostini | MV Agusta |       | 6     |
| 3    | Tommy Robb       | Bultaco   |       | 4     |
| 4    | Gustav Havel     | Jawa      |       | 3     |
| 5    | Dave Simmonds    | Norton    |       | 2     |
| 6    | Joe Dunphy       | Norton    |       | 1     |

## Classe 250
In una gara disturbata dalla pioggia, tra i ritirati vi furono Phil Read, Mike Duff, Stuart Graham, Heinz Rosner e Fred Stevens.

### Arrivati al traguardo (posizioni a punti)
| Pos. | Pilota           | Moto          | Tempo     | Punti |
| ---- | ---------------- | ------------- | --------- | ----- |
| 1    | Ginger Molloy    | Bultaco       | 1h 16' 31 | 8     |
| 2    | Gyula Marsovszky | Bultaco       |           | 6     |
| 3    | Kevin Cass       | Bultaco       |           | 4     |
| 4    | Selwyn Griffiths | Royal Enfield |           | 3     |
| 5    | Jim Curry        | Honda         |           | 2     |
| 6    | Len Atlee        | Cotton        |           | 1     |

## Classe 125

### Arrivati al traguardo (posizioni a punti)
| Pos. | Pilota        | Moto   | Tempo     | Punti |
| ---- | ------------- | ------ | --------- | ----- |
| 1    | Luigi Taveri  | Honda  | 52' 51" 6 | 8     |
| 2    | Ralph Bryans  | Honda  | + 4" 4    | 6     |
| 3    | Phil Read     | Yamaha | + 28" 4   | 4     |
| 4    | Tommy Robb    | Yamaha | + 48" 8   | 3     |
| 5    | Hugh Anderson | Suzuki | + 1 giro  | 2     |
| 6    | Frank Perris  | Suzuki | + 1 giro  | 1     |